# ملعب براك
ملعب براك (بالهولندية: Stadion De Braak) هو ملعب كرة قدم يوجد بمدينة هيلموند في هولندا، شيد سنة 1967 و هو الملعب الرسمي لنادي هيلموند سبورت، و يتسع لحوالي 4100 مقعد.